# Frankfurt ob Majni
Frankfurt ob Majni (nemško Frankfurt am Main; lokalno hessensko Frangford am Maa) je največje mesto v nemški zvezni deželi Hessen in peto največje mesto v Nemčiji. Leži ob reki Majni z 791.000 (31. december 2022) prebivalci, v urbanem območju (Stadtregion Frankfurt) jih ima okoli 2,3 milijona, v metropolitanskem območju (Metropolregion Frankfurt/Rhein-Main), pa jih živi skoraj 6 milijonov.
Najpogostejše slovensko ime zanj je preprosto Frankfurt, Nemci pa ga pogosteje imenujejo s polnim imenom, da ga tako ločijo od Frankfurta ob Odri.
Frankfurt je bil skozi dolga stoletja nemško politično središče oziroma neuradna nemška prestolnica. Od leta 855 do 1792 je bil volilno mesto cesarjev Svetega rimskega cesarstva nemške narodnosti. V letih 1848 do 1849 je bilo mesto prestolnica revolucionarjev in sedež prvega demokratično izvoljenega nemškega parlamenta. Med drugo svetovno vojno je bil Frankfurt silovito bombardiran, vendar si je razmeroma hitro opomogel. Leta 1949 je za en sam glas izgubil parlamentarno kandidaturo za status zahodnonemške prestolnice; glavno mesto Zahodne Nemčije je postal Bonn (pri Kölnu). Po letu 1989, ko je padel znameniti berlinski zid), pa se je oblast preselila v Berlin.
Trije stebri, na katerih sloni frankfurtsko gospodarstvo, so denarništvo, sejmarstvo in transport. Frankfurt ima dolgo denarniško tradicijo in je po podatkih Univerze v Liverpoolu najbogatejše mesto v Evropi. 
Tu imajo svoj sedež Evropska centralna banka, Nemška zvezna banka in veliko število pomembnih komercialnih bank, med katerimi velja omeniti Deutsche Bank, Dresdner Bank in Commerzbank. Mesto slovi tudi po svojih sejmih, še zlasti po Messe Frankfurt. Frankfurtska borza je največja v Nemčiji in ena večjih v svetu sploh, saj tu poteče 85 odstotkov nemške trgovine z delnicami. Zato to mesto pogosto imenujejo tudi »Bankfurt« oziroma »Mainhattan« (kar izhaja iz imena krajevne reke in ameriškega finančnega središča Manhattan).
Mesto slovi ne le po finančništvu, ki se kosa z londonskim in pariškim, ampak tudi po svoji osrednji legi v Zahodni Evropi, kjer je del najgosteje poseljenih evropskih območij. Z odlično infrastrukturo, še zlasti izstopa mednarodno letališče Frankfurt, je Frankfurt pomembno prometno vozlišče Nemčije in tudi Evrope. Franfurtsko letališče je po prometu, odvisno od vira podatkov, na drugem ali tretjem mestu v Evropi. Leta 2003 se je tu vkrcalo 48.351.664 potnikov, s čimer se enači s pariškim letališčem Charles de Gaulle (48.220.436) in zaostaja le še za londonskim letališčem London Heathrow (63.487.136).
Frankfurt je tudi eno izmed treh evropskih mest z večjim številom nebotičnikov. Z devetimi nebotičniki, višjimi od 150 metrov (2004), sledi takoj za Parizom (La Défense in Montparnasse), v katerem preseže višino 150-ih metrov dvanajst nebotičnikov (če prezremo Eifflov stolp), vendar prekaša London z osmimi takimi nebotičniki. V Frankfurtu se nahaja tudi Stolp Commerzbank, najvišji nebotičnik v Evropi. Edino nemško mesto s tako visokimi stavbami je le še Düsseldorf.
Frankfurt je tudi dom mnogih kulturnih in izobraževalno-znanstvenih ustanov, med njimi Goethejeva univerza Frankfurt (Goethe-Universität Frankfurt), Dr. Hoch's Konservatorium ter številni muzeji, ki si sledijo ob reki Majni na t. i. muzejskem bregu (Museumsufer). Najpomembnejši muzeji so Städelsches Kunstinstitut und Städtische Galerie (mestni muzej umetnosti in galerija), imenovan tudi Städel, in Naturmuseum Senckenberg (naravoslovni muzej). Omeniti velja tudi Museum für moderne Kunst (muzej modernih umetnosti) in Schirn Kunsthalle (umetnostna galerija Schirn). Mesto slovi tudi po obsežnem botaničnem vrtu, Palmengarten.

## Etimologija
Frankonovurd (v stari visoki nemščini) ali Vadum Francorum (v latinščini) so bila prva imena, ki so omenjena v pisnih virih iz leta 794. To transformirano v Frankenfort v srednjem veku in nato Franckfort in Franckfurt v moderni dobi. Po mnenju češkega zgodovinarja Dovida Solomona Ganza, je mesto imenoval približno leta 146 njegov graditelj, frankovski kralj z imenom Zuna, ki je vladal nad provinco takrat znan kot Sicambri. Upal je, da bo ohranil ime svojega rodu. Ime izhaja iz Franconofurd germanskega plemena Frankov; Furt je mesto, kjer je reka dovolj plitva, da se jo prečka peš.
Pripona "am Main" je se je redno uporabljala od 14. stoletja dalje. Frankfurt se nahaja na starem fortu na reki Majni. Kot del zgodnje Frankonije, so bili prebivalci zgodnje Franki, tako ime mesta razkriva svojo zapuščino kot »fort Frankov na Majni«.
Skupne kratice za mesto, ki se uporabljajo predvsem v železniškem prometu in na prometnih znakih, so Frankfurt (Main), Frankfurt (M), Frankfurt a.M., Frankfurt / Main ali Frankfurt / M. Skupna kratica za ime mesta je »FFM«. Tudi v uporabi je »FRA«, IATA koda za frankfurtsko letališče.

## Zgodovina
Rimsko naselje je bilo ustanovljeno na območju Römer, verjetno v prvem stoletju. Nida (Heddernheim je okrožje v Frankfurtu) je bil tudi rimski civitas.
Tukaj so živeli Alemani in Franki in leta 794 je Karel Veliki predsedoval cesarski in cerkveni sinodi, na kateri je bil Franconofurd prvič omenjen.
Frankfurt je bilo eno od najpomembnejših mest v Svetem rimskem cesarstvu. Od 855 so bili nemški kralji in cesarji izvoljeni in kronan v Aachnu. Od 1562 so bili kralji in cesarji kronani v Frankfurtu s prvim Maximilijanom II.. Ta tradicija se je končala leta 1792, ko je bil izvoljen Franc II.. Njegovo kronanje je namenoma potekalo na dan Bastilje, 14. julija, ob obletnici zavzetja Bastilje. Volitve in kronanje je potekalo v stolnici sv. Bartolomeja, znani kot Kaiserdom (cesarska stolnica) ali njenih predhodnicah.
Frankfurter Messe (Frankfurtski sejem) je bil prvič omenjen leta 1150. Leta 1240 je cesar Friderik II. podelil cesarski privilegij za obiskovalce, kar pomeni, da so  bili zaščiteni od imperija. Sejem je postal še posebej pomemben, ko so okoli 1380 podobni sejmi v francoskem Beaucaire izgubili privlačnost. Knjižni sejem se je začel leta 1478.
Leta 1372 je Frankfurt postal Reichsstadt (svobodno cesarsko mesto), to je neposredno podrejeno svetemu rimskemu cesarju in ne regionalnim vladarjem ali lokalnim plemičem.
Leta 1585 so frankfurtski trgovci vzpostavili sistem deviznih tečajev za različne valute, ki so bile v obtoku, da bi preprečili goljufanje in izsiljevanje. To so bili zgodnji temelji za frankfurtsko borzo.
Frankfurt je med tridesetletno vojno uspel ostati nevtralen, vendar je utrpel posledice kuge, ki so jo v mesto prinesli begunci. Po vojni je Frankfurt povečal bogastvo.
- Frankfurt 1612
- Frankfurt 1872
- Kaiserplatz, okoli 1880

V napoleonskih vojnah je bil Frankfurt zaseden ali večkrat bombardiran od francoskih vojakov. Svobodbno cesarsko mesto je ostal do razpada Svetega rimskega cesarstva leta 1805/6. Leta 1806 je postal del kneževine Aschaffenburg pod Fürstprimas-om (princ nadškof) Karlom Theodor Anton Maria von Dalbergom. To je pomenilo, da je bil Frankfurt vključen v Rensko zvezo. Leta 1810 je Dalberg prejel naziv veliki vojvoda Frankfurta. Napoleon naj bi svojega posvojenega sina Eugena de Beauharnais, že Prince de Venise, postavil za velikega vojvodo Frankfurta po Dalbergovi smrti (saj ta kot katoliški škof ni imel zakonitih dedičev) . Veliko vojvodstvo je bila kratka epizoda, ki je trajala od leta 1810 do leta 1813, ko se je vojaška plima obrnila v prid anglo-pruskim zaveznikom, in obrnila Napoleonov red. Dalberg je abdiciral v korist Eugène de Beauharnaisa, kar je bilo seveda le simbolično dejanje, saj ta dejansko ni nikoli vladal po propadu francoske vojske in prevzemu Frankfurta s strani zaveznikov.
Po zadnjem porazu in Napoleonovi abdikaciji, je Dunajski kongres (1814-15) ukinil Veliko vojvodstvo in Frankfurt je vstopil v novo ustanovljeno Nemško zvezo (do 1866) kot svobodno mesto, ki je postalo sedež Bundestaga, zveznega parlamenta, kjer je poimensko predsedujoči habsburški cesar zastopal avstrijskega "predsedniškega odposlanca".
Po nesrečni? revoluciji leta 1848 je Frankfurt postal sedež prvega demokratično izvoljenega nemškega parlamenta, znanega pod imenom Frankfurtski parlament, ki se je 18. maja 1848 sestal v frankfurtski Paulskirche (cerkev svetega Pavla). Deloval je do leta 1849, ko je pruski kralj odločil, da ne bo sprejel "krone iz obcestnega jarka". V letu svojega obstoja, je skupščina razvila skupno ustavo za združeno Nemčijo in pruskim kraljem kot njenim monarhom.
Frankfurt je izgubil svojo neodvisnost po avstrijsko-pruski vojni leta 1866, ko je Prusija zasedla več manjših držav, med njimi tudi svobodno mesto Frankfurt. Frankfurt je ostal nevtralen v vojni, vendar je njegova svoboda tiska motila Pruse, ki so izkoristili priložnost, da zasedejo mesto s silo: Bismarck je bil veleposlanik Nemške zveze in se nenehno prepiral z lokalnim tiskom. Pruska uprava je vključile Frankfurt v svojo deželo Hessen-Nassau. Prej samostojni mesti Bornheim in Bockenheim sta bili vključeni leta 1890.
Leta 1914 so ustanovili Frankfurtsko univerzo, kasneje poimenovano po J. W. Goetheju Goethejeva univerza Frankfurt (nem. Johann Wolfgang Goethe-Universität Frankfurt am Main). To je bila edina univerza v Nemčiji, ustanovljena s strani državljanov  in je danes ena največjih v Nemčiji.
Od 6. aprila do 17. maja 1920, po vojaškem posredovanju prekiniti Porursko vstajo, so Frankfurt zasedli francoski vojaki. Francozi so trdili, da so bili členi 42 do 44 mirovne pogodbe iz Versaillesa o demilitarizaciji Porenja razdrti. Leta 1924 je Ludwig Landmann postal prvi judovski župan mesta, ki se je pomembno povečalo v naslednjih letih. V času nacizma, so bile uničene sinagoge v mestu.
Frankfurt je bil v drugi svetovni vojni (1939-45) močno bombardiran. Okoli 5500 prebivalcev je bilo ubitih v napadih in nekoč znano srednjeveško mestno jedro, do takrat največje v Nemčiji, je bilo skoraj popolnoma uničeno. To je postalo razlog za bojišče 26. marca 1945, ko je Aliansa prisilila Nemčijo na urbano bojevanje, ki je vključevalo napade iz reke. 5. pehotna divizija in 6. oklepna divizija vojske Združenih držav sta zajeli Frankfurt po nekaj dneh intenzivnih spopadov, ki so se končali 29. marca 1945.
Po koncu vojne je Frankfurt postal del novoustanovljene zvezne dežele Hessen, ki je bila sestavljena iz stare Hessen-(Darmstadt) in pruske pokrajine Hessen. Mesto je bilo del ameriške okupacijske cone Nemčije. Vojaški guverner v coni (1945-1949) in ameriški visoki komisar za Nemčijo (HICOG) (1949-1952) je imel svoj sedež v stavbi IG Farben, ki je ostala nepoškodovana.
Frankfurt je bila prva izbira za začasno glavno mesto novoustanovljene države Zahodne Nemčije leta 1949. Mesto je zgradilo stavbo Parlamenta, ki ni bila nikoli uporabljena za predviden namen (danes radijski studii Hessischer Rundfunk). Na koncu je Konrad Adenauer, prvi povojni kancler, raje izbral mesto Bonn, tudi zato, ker so številni drugi ugledni politiki nasprotovali izbiri Frankfurta v skrbi, da bi Frankfurt postal trajno glavno mesto, kar naj bi bila ovira podpori zahodnonemškega prebivalstva za ponovno združitev z Vzhodno Nemčijo in morebitno vrnitev glavnega mesta v Berlin.
Povojna obnova je potekala včasih v preprostem modernem slogu, ki je spremenil arhitekturno podobo Frankfurta. Nekaj znamenitih stavb so rekonstruirali v historičnem slogu, čeprav na poenostavljen način (npr. Römer, cerkev sv. Pavla in Goethejevo hišo). Zbirka zgodovinsko pomembnih dokumentov Cairo Genizah v Mestni knjižnici je bilo uničenih v bombardiranju.
- Frankfurtski parlament v cerkvi sv. Pavla, 1848
- Pogled na okolico stolnice maja 1945
- Rekonstrukcija (1981–1984) šestih hiš na vzhodni strani Römerberg uničenih v drugi Svetovni vojni

Konec vojne je pomenil povratek Frankfurta kot vodilnega finančnega središča Nemčije, v glavnem zato, ker Berlin, mesto razdeljeno na štiri sektorje, ni bilo več tekmec. Leta 1948 so zavezniki ustanovili Bank deutscher Länder, predhodnica Deutsche Bundesbank. Po tej odločitvi je bilo več finančnih institucij ponovno vzpostavljenih, npr. Deutsche Bank in Dresdner Bank. Leta 1950 je Frankfurtska borza spet pridobila položaj vodilne borze v državi.
Frankfurt se je tudi ponovno vzpostavil kot vsenemški prometni center in Frankfurtsko letališče je leta 1961 postalo drugo najprometnejše letališče v Evropi za londonskim letališčem Heathrow.
V 1970-ih je mesto zgradilo enega od najbolj učinkovitih evropskih podzemnih transportnih sistemov. Ta sistem vključuje primestni železniški sistem (S-Bahn), ki povezuje obrobne skupnosti z mestnim jedrom in globoko pod zemljo lahki železniški sistem z manjšimi vagoni (U-Bahn), ki se prav tako lahko premika nad tlemi na tirih.
Leta 1998 je bila v Frankfurtu ustanovljena Evropska centralna banka, ki je ena izmed sedmih izvršnih institucij Evropske unije, skrbi pa za enotno fiskalno-monetarno politiko uradne valute EU, evra.

## Geografija
Frankfurt je največje mesto v nemški zvezni deželi Hessen, ki leži v jugozahodnem delu Nemčije.

### Lokacija
Frankfurt se nahaja na obeh straneh reke Majne, jugo-vzhodno od pogorja Taunus. Južni del mesta vsebuje tudi Frankfurter Stadtwald, največji nemški mestni gozd, ki obsega 248,31 km2 in se razprostira 23,4 km v smeri vzhod-zahod in 23,3 km na relaciji sever-jug. Središče mesta je severno od reke Majne v okrožju Altstadt (zgodovinski center) in okoliškega Innenstadt. Geografsko središče je v četrti Bockenheim blizu Frankfurtske zahodne postaje.
Frankfurt je središče gosto poseljene Frankfurt Ren-Main metropolitanske regije, kjer živi 5,5 milijona ljudi. Druga pomembna mesta v regiji so še Wiesbaden (glavno mesto dežele Hessen), Mainz (glavno mesto dežele Porenje - Pfalška), Darmstadt, Offenbach na Majni, Hanau, Aschaffenburg, Bad Homburg vor der Höhe, Rüsselsheim, Wetzlar in Marburg.

### Okrožja
Mesto je razdeljeno na 46 mestnih delov (Stadtteile), ki se nato razdelijo na 118 mestnih skupnosti (Stadtbezirke) in 448 volilnih okrajev (Wahlbezirke). 46 mestni delov se združuje v 16 okrožjih (Ortsbezirke), ki imajo vsak okrožni odbor in predsednika.
Največje mestno okrožje po številu prebivalcev in območju je Sachsenhausen, medtem ko je najmanjše Altstadt ali zgodovinsko središče Frankfurta. Tri večje mestne četrti (Sachsenhausen, Westend in Nordend) so razdeljene v administrativne namene v severni (-Nord) in južni (-Süd) del oziroma zahodni (-West) in vzhodni (-Ost) del, vendar pa so splošno velja za eno mestno četrt (zato se pogosto omenja le 43 mestnih okrožij, tudi na uradni spletni strani mesta).
Nekatera večja stanovanjska območja so pogosto med domačini napačno imenovana mestni del. Bankenviertel (bančna četrt), finančno okrožje Frankfurta, prav tako ni upravna mestna četrt (zajema dele zahodne četrti Innenstadt, južno okrožje Westend in vzhodno okrožje Bahnhofsviertel).
Mnogi mestni deli imajo vključena predmestja (Vororte) ali pa so bila prej samostojna mesta, kot je Höchst. Nekatera, kot sta Nordend in Westend so nastala v času hitre rasti mesta.

### Sosednja območja
Na zahodu Frankfurt meji na upravno okrožje (Landkreis) Main-Taunus-Kreis, na severu Wetteraukreis z Karben in Bad Vilbel; na severovzhodu Main-Kinzig-Kreis in Maintal, na jugovzhodu na mesto Offenbach na Majni, na jugu Kreis Offenbach z Neu-Isenburg in na jugozahodu na okrožje Groß-Gerau.
Skupaj s temi mesti (in nekaterimi večjimi bližnjimi mesti Frankfurt tvori neprekinjen pozidano mestno območje, imenovano Stadtregion Frankfurt, ki ni uradno upravno okrožje. Mestno območje ima okoli 2,3 milijona (v letu 2010), in je 13. največje urbano območje v Evropski uniji.

### Podnebje
Frankfurt ima zmerno-oceansko podnebje (KÖPPEN: CFB). Povprečna letna temperatura je 10,6 °C, mesečna povprečna temperatura od 1,6 °C v januarju do 20,0 °C v juliju.

## Demografija

### Prebivalstvo
S populacijo 763.300 v svojih upravnih mejah in od 2.300.000 v dejanskem mestnem območju, je Frankfurt peto največje mesto v Nemčiji po Berlinu, Hamburgu, Münchnu in Kölnu. Mesto velja za multikulturno mesto, saj v njem prebiva 180 različnih narodnosti. Poleg etnične nemške večine, je v mestu precej priseljenske populacije iz Turčije, Afganistana, Italije, Hrvaške, Srbije, Poljske, Grčije, Makedonije, Rusije, Bolgarije, Libanona, Romunije, Bosne in Hercegovine, Španije, Portugalske, Francije, Kitajske, Japonske, ZDA, Avstrije, Velike Britanije, Pakistana, Maroka in Indije. Mestno območje Frankfurt je tudi dom druge največje korejske skupnosti v Evropi in Nemčiji in največje šrilanške tamilske skupnosti. Skoraj 25 odstotkov prebivalcev so tuji državljani.
Središče Frankfurta je bil od leta 1875 Großstadt (mesto z najmanj 100.000 prebivalci). Z 414.576 prebivalci leta 1910 je bilo deveto največje mesto v Nemčiji, ki je imelo pred drugo svetovno vojno že 553.464 prebivalcev. Ob koncu vojne leta 1945 se je število zmanjšalo na 358.000. V naslednjih letih je spet raslo in nihalo. Od leta 1986 ko je spet padlo na 592.411, se je samo povečevalo. Glede na demografske napovedi za centralni Frankfurt, bo imelo mestno središče v letu 2020 do 825.000 znotraj upravnih meja in več kot 2,5 milijona prebivalcev v njegovem urbanem območju.

## Znamenitosti

### Römer
Römer je nemška beseda za Rimljan in ime za kompleks devetih hiš, ki tvorijo frankfurtsko mestno hišo (Rathaus). Hiše je pridobil mestni svet leta 1405 od bogate trgovske družine. Srednja hiša je postala mestna hiša in je bila kasneje povezana s svojimi sosedami. Kaisersaal ('Cesarska dvorana') se nahaja v zgornjem nadstropju, v njej so potekali banketi ob na novo okronanem cesarju. Römer je bil delno uničen v drugi svetovni vojni in kasneje obnovljen. Okoliški trg se imenuje Römerberg in je poimenovan po mestni hiši.
Nekdanji Altstadt (staro mesto), četrt med Römerjem in Frankfurtsko stolnico je bila prenovljena kot Dom-Römer četrt leta 2016, vključno z rekonstrukcijo zgodovinskih stavb, ki so bile uničene med drugo svetovno vojno.

### Frankfurtska stolnica
Stolnica svetega Jerneja (Dom Sankt Bartholomäus), (imenovana po svetem Jerneju), je gotska stavba zgrajena v 14. in 15. stoletju na temelju prejšnje cerkve iz merovinškega obdobja. Od 1356 dalje so bili v tej cerkvi izvoljeni kralji Svetega rimskega cesarstva in od 1562 do 1792 so bili rimsko-nemški cesarji v njej kronani. To je glavna  mestna cerkev.
Od 18. stoletja je bila cerkev sv. Jerneja med ljudmi imenovana "stolnica", čeprav v njej nikoli ni bil škofijski sedež. Leta 1867 jo je uničil požar in je bila obnovljena v svojem sedanjem slogu. Ponovno je bila delno uničena v drugi svetovni vojni in obnovljena leta 1950. Njena višina je 95 metrov. Stolp ima na višini 66 metrov razgledno ploščad odprto za javnost, dostopna je po ozkem spiralnem stopnišču s 386 stopnicami.
- Frankfurtska stolnica
- Römerberg
- cerkev sv. Pavla

### Cerkev svetega Pavla
Cerkev svetega Pavla (Paulskirche) je nacionalni zgodovinski spomenik Nemčije, ker je bila sedež prvega demokratično izvoljenega parlamenta v letu 1848. Ustanovljena je bila leta 1789 kot protestantska cerkev, vendar ni bila dokončana do leta 1833. Pomembna je postala zato, ker se je v njej v revolucionarnih letih 1848/49 sestal frankfurtski parlament, da bi napisal ustavo za združeno Nemčijo. Poskus ni uspel, ker vladarji Prusije in Avstrije niso želeli izgubiti oblasti. Leta 1849 so pruske čete končale demokratični eksperiment s silo in parlament razpustile. Nato se je stavba ponovno uporabljala kot cerkev.
Cerkev sv. Pavla je bila delno uničena v drugi svetovni vojni, zlasti njena notranjost, ki ima sedaj sodoben videz. Hitro in simbolično je bila po vojni obnovljena. Danes se uporablja predvsem za razstave in prireditve.

### Arheološki park Frankfurt
Arheološki park vsebuje majhne dele najstarejših izkopanih stavb: staro rimsko naselje in kraljevo pfalco (Kaiserpfalz Frankfurt) iz 6. stoletja. Park se nahaja med Römerbergom in sv. Jernejem. Odkrit je bil po drugi svetovni vojni, ko je bilo območje močno bombardirano in kasneje delno obnovljeno. Ohranjeni ostanki so zdaj odprti za javnost. Obstajajo sicer načrti za gradnjo stavb nad parkom, a je bilo odločeno, da bo park ostal odprt za javnost.

### Hiša Wertheim
Hiša Wertheim je pollesena hiša v predelu Altstadt, ki je preživela težko bombardiranje druge svetovne vojne nepoškodovana. Nahaja se na Römerbergu poleg zgodovinskega muzeja.

### Saalhof
Saalhof je najstarejša ohranjena stavba v četrti Altstadt in sega v 12. stoletje. Nizozemski trgovci s tekstilom so jo uporabljali kot razstavni salon, ko so v 14. in 15. stoletju potekali sejmi. Saalhof je bila delno uničena v drugi svetovni vojni in kasneje obnovljena. Danes služi kot del zgodovinskega muzeja.

### Eiserner Steg
Eiserner Steg (železni most) je most čez reko Majno namenjena pešcem, in povezuje Römerberg in Sachsenhausen. Zgrajen je bil leta 1868 in je bil drugi most čez reko v mestu. Po drugi svetovni vojni, ko ga je Wehrmacht porušil, je bil leta 1946 hitro obnovljen. Danes ga prečka okoli 10.000 ljudi na dan.

### Stara Opera
Alte Oper je nekdanja operna hiša, od tod tudi ime. Zgrajena je bila leta 1880 po načrtih arhitekta Richarda Lucae. Bila je ena glavnih opernih hiš v Nemčiji, dokler ni bila močno poškodovana v drugi svetovni vojni. Do poznih 1970-ih je bil razvalina z vzdevkom »najlepša nemška razvalina«. Nekdanji frankfurtski župan Rudi Arndt je leta 1960 pozval na rušenje, in si  prislužil vzdevek »Dinamit-Rudi«. (Kasneje je Arndt dejal, da nikoli ni mislil resno.)
Pritisk javnosti je zahteval njeno prenov in leta 1981 je bila ponovno odprt. Danes deluje kot znamenita koncertna dvorana, medtem ko se je opera preselila v "novo" frankfurtsko Opero. Napis na frizu Alte Oper pravi: "Dem wahren, schönen, Guten" ('Za resnico, lepoto, dobroto).

### Eschenheimski stolp
Eschenheimski stolp (Eschenheimer Turm) je bil zgrajen v začetku 15. stoletja in je služil kot mestna vrata, del pozno srednjeveške utrdbe. To je najstarejša in najbolj nespremenjena stavba v okrožju Innenstadt.

### Cerkev svete Katarine
Cerkev sv. Katarine (Katharinenkirche) je največja evangeličanska cerkev, posvečena mučeniški zgodnjekrščanski svetnici, sveti Katarini Aleksandrijski. Nahaja se v centru mesta na vhodu v Zeil, osrednje nakupovalne ulice.

### Hauptwache
Čeprav je danes Hauptwache večinoma povezana z mestno podzemno železniško postajo z istim imenom, ime izvira iz baročne stavbe na trgu nad postajo. Stavba Hauptwache je bila zgrajena leta 1730 in je bila uporabljena kot zapor, od tod ime, ki prevaja kot 'glavna stražnica'. Danes se trg, ki obkroža stavbo, tudi imenuje Hauptwache (uradno: An der Hauptwache). Nahaja se v središču mesta, nasproti cerkve sv. Katarine in slavne kavarne.
Slika:Frankfurt Main Hauptwache Katharinenkirche 20120707.jpg|300| Hauptwache in cerkev sv. Katarine
Slika:Frankfurt Nextower.20130514.jpg|130|Stolp Eschenheimer
Slika:Frankfurt Main Hauptbahnhof 6229.jpg|300|Frankfurtska glavna postaja

### Frankfurt-glavna postaja
Glavna postaja v Frankfurtu (Frankfurt Hauptbahnhof), ki je bil odprta leta 1888, je bila zgrajena kot glavna železniška postaja in je zamenjala tri manjše železniške postaje v centru mesta. Bila je zgrajena kot terminal in je bila po površini do leta 1915 največja železniška postaja v Evropi, ko je bila odprta glavna postaja Leipzig. Njene tri glavne dvorane so bile zgrajene v neorenesančnem slogu, medtem ko je bila kasnejša širitev z dvema zunanjima dvoranama leta 1924 zgrajena v neoklasicističnem slogu.

### Frankfurter Hof
Frankfurter Hof je znamenit hotel v središču mesta na Kaiserplatz, zgrajen med letoma 1872 in 1876. Je del skupine Steigenberger Hotels in velja za najbolj prestižnega v mestu.

### Arhitektura 20. stoletja
- Cerkev Marijinega miru (Frauenfriedenskirche) in cerkev svetega Križa (s Centrom za krščansko meditacijo in duhovnost škofije Limburg), ki sta bili posvečeni 1929, sta primera zgodnjih modernističnih cerkvenih stavb v času Novega Frankfurta.
- Grossmarkthalle, zgrajena 1926-28 kot del novega projekta Frankfurta, nekdanja tržnica na debelo, je (po obnovi) postala del prihodnjega sedeža Evropske centralne banke.
- Goethejeva hiša, v kateri se je leta 1749 rodil Johann Wolfgang von Goethe, je bila uničena v drugi svetovni vojni, obnovljena pa leta 1947.
- Junior-Haus, zgrajena 1951, primer zgodnje arhitekture po drugi svetovni vojni, in se nahaja na Kaiserplatz.
- Bayer-Haus, zgrajena 1952, še en primer zgodnje arhitekture po drugi svetovni vojni.
- Muzej uporabnih umetnosti, zgrajen leta 1985, ki ga je zasnoval Richard Meier.
- I.G.-Farben-Haus - znana tudi kot Poelzig-Bau po arhitektu Hansu Poelzigu, je bila zgrajena od leta 1928 do 1930 kot sedež podjetja v I.G. Farbenindustrie AG. Nahaja se v okrožju Westend in na zahodu meji na Grüneburgpark. Po končani gradnji je bil kompleks največja poslovna stavba v Evropi in tak ostal do leta 1950. Stavba je služila kot sedež za raziskovalne projekte, ki se nanašajo na razvoj sintetičnega olja in gume in proizvodnje magnezija, mazalnega olja, eksplozivov, metanola in Zyklon B, smrtonosnega plina, ki se je uporabljal v koncentracijskih taboriščih.[13][14] Po drugi svetovni vojni je služil kot sedež vrhovnega poveljnika zavezniških sil in od 1949 do 1952 visokega komisarja za Nemčijo (HICOG). Postala je glavna lokacija za izvajanje Marshallovega načrta, ki je v veliki meri financiral povojno obnovo Evrope. Tam se je oblikoval državni aparat zvezne nemške vlade. Služila je kot sedež ameriške vojske V. korpusa in prostor poveljstva severne (NACOM) do leta 1995, ko je ameriška vojska vrnila nadzor nad stavbo IG Farben nemški vladi. V imenu Goethejeve univerze v Frankfurtu jo je kupila država Hessen. Oktobra 2001 je postala del Westend Campusa Goethejeve univerze.

### Arhitektura 21. stoletja
- Die Welle (val), v letih 1998-2003 zgrajen kompleks treh poslovnih stavb-valov, nastal ob Opernplatz.
- Alte Stadtbibliothek, obnovljena 2003-05, rekonstrukcija stare javne knjižnice, hiše prvotno zgrajene 1820-25.
- Palača Thurn und Taxis, obnovljena 2004-2009, rekonstrukcija palače prvotno zgrajene 1731-1739.
- MyZeil, zgrajena 2004-09, nakupovalno središče na Zeil z mogočno obokano stekleno strukturo.
- Squaire (tvorjenka iz trg in zrak), znana tudi kot Airrail Center Frankfurt, ki je na 660 m dolga in 45 m visoka poslovna stavba na letališču v Frankfurtu. Zgrajena je bila med letoma 2006 do 2011 nad obstoječo železniško postajo in ima povezovalni most do terminala 1 za pešce. Njena skupna površina je 140.000 m2 in je največja poslovna stavba v Nemčiji.

### Nebotičniki
Frankfurt je eno redkih evropskih mest z večjim številom nebotičnikov, (stavbe visoke vsaj 150 m). Tu je 14 od 15 nemških nebotičnikov. Večina nebotičnikov in visokih poslovnih stavb se nahaja v finančni četrti (Bankenviertel), v bližini centra mesta, okrog sejemskih prostorov (Europaviertel) in Mainzer Landstraße med Opernplatz in Platz der Republik, ki povezuje dve področji.
Teh 14 nebotičnikov so:
- Commerzbank Tower, 259,0 m - druga najvišja stavba v Evropi, sedež Commerzbank.
- Messeturm, 256.5 m - najvišja stavba v Evropi (1990-1997), glavni najemnik je Goldman Sachs (Nemčija).
- Westend Tower, 208.0 m - sedež DZ Bank
- Main Tower, 200,0 m - sedež Landesbank Hessen-Thüringen in Standard & Poor (Nemčija)
- Tower 185, 200,0 m – sedež PricewaterhouseCoopers (Nemčija)
- Trianon, 186,0 m - sedež DekaBank
- Sedež Evropske centralne banke, 185,0 m
- Opernturm, 170,0 m – sedež UBS (Nemčija)
- Taunusturm, 170,0 m
- Silberturm, 166,3 m - Nemška najvišja stavba (1978-1990), glavni najemnik je Deutsche Bahn.
- Westend Gate, 159,3 m - najvišja stavba Nemčije (1976-1978), glavni najemnik Marriott Frankfurt Hotel.
- Deutsche Bank I, 155.0 m - sedež Deutsche Bank
- Deutsche Bank II, 155,0 m
- Skyper, 153,8 m - Glavni najemnik DekaBank

Drugih 8 nebotičnikov:
- Eurotower, 148,0 m - sedež Evropske centralne banke
- Frankfurter Büro Center, 142,4 m - glavni najemnik Clifford Chance (Nemčija).
- City-Haus, 142,1 m - glavni najemnik DZ Bank.
- Galileo, 136,0 m - glavni najemnik Commerzbank

### Zgodovina visokih stavb
Stoletja je bila Frankfurtska stolnica najvišja stavba. Prva stavba, ki je presegati 95 metrov visoko stolnico ni bila poslovna stavba, ampak silos za žito, 120 metrov visok Henninger Turm, zgrajen 1959-61.
Prve nebotičnike so začeli graditi leta 1970, ko je bil zgrajen Westend Gate (takrat Plaza Büro Center) z višino 159,3 m, v gradnji pa je bil Silberturm in postal najvišja stavba v Nemčiji s 166,3 m višine. Približno v istem času so zrastli Frankfurter Biro Center in City-Haus (142,4 m in 142,1 m), zgrajeni na Mainzer Landstraße, Eurotower (148,0 m) in Garden Tower (127,0 m; takrat imenovan Helaba-Hochhaus) zgrajena v finančnem okrožju.
Nobena od stavb, zgrajenih v 1980-ih ni presegla Silberturma. Najbolj znane stavbe tega desetletja sta dvojčka Deutsche Bank v Taunusanlage, visoka 155.0 metrov.
V 1990-ih se je začel drugi val. Messeturm, zgrajen na sejmišču, je dosegel višino 256.5 metrov in postal leta 1991 najvišja stavba v Evropi. Leta 1997 ga je prehitel 259 metrov visok stolp Commerzbank. Drugi nebotičniki tega desetletja so Westendstrasse 1 (208,0 metrov), Main Tower (200,0 m) in Trianon (186.0 m).
V 21. stoletju so v Frankfurt zrasle nove visoke stavbe in nebotičniki (npr. Skyper, Opernturm, Tower 185, Sedež Evropske centralne banke, Taunusturm), nobena pa ni presegla stolpa Commerzbank.

### Druge pomembne stavbe
- Europaturm - je telekomunikacijski stolp, znan tudi kot frankfurtski televizijski stolp, zgrajen od leta 1974 do 1979. Z višino 337,5 metrov je najvišji stolp in druga najvišja stavba v Nemčiji po Fernsehturm Berlin. Odprt za javnost je od leta 1999, z obratom za zabavo v vrtečem vrhu. Domačini ga imenujejo Ginnheimer Spargel.
- Henninger Turm - je 120 metrov visok žitni silos zgrajen v letih 1959-61 in je v lasti pivovarne Henninger. To je bila največja struktura 1974. Henninger Tower ima dve vrteči se restavraciji v višini 101 in 106 metrov, ploščad za opazovanje na prostem na višini 110 metrov. Stolp so zaprli za javnost oktobra 2002 in ga leta 2013 porušili ter nadomestili s 140 m  visokim stanovanjskim nebotičnikom, ki se od zunaj zgleduje po starem Henninger Turm in vsebuje 130 luksuznih apartmajev.
- Goetheturm - je 43 metrov visok stolp na severnem robu Frankfurtskega mestnega gozda Sachsenhausen. Je peti najvišji leseni objekt v Nemčiji. Zgrajen je bil leta 1931 in je še vedno priljubljen kraj za izlete, saj ima ob vznožju veliko igrišče in kavarno. Vzpon na Goethejev stolp je brezplačen in ponuja čudovit razgled na Frankfurt.

## Kultura

### Muzeji
Z več kot 30 muzeji je Frankfurt mesto z največ različnimi muzeji v Evropi. 20 muzejev je del Museumsufer (muzeji ob obrežju reke), ki se nahajajo v prvi vrsti na obeh straneh glavnega brega reke ali v bližini.
Deset muzeji se nahaja na južnem bregu v Sachsenhausen med Eiserner Steg in Friedensbrücke. Ulica sama, Schaumainkai, ki je delno zaprta za promet ob sobotah slovi po največjem bolšjem sejmu.
- Deutsches Architekturmuseum (Nemški arhitekturni muzej)
- Deutsches Filmmuseum (Nemški filmski muzej)
- Frankfurter Ikonenmuseum
- Liebieghaus (Muzej občinskih skulptur)
- Museum für Angewandte Kunst (Muzej uporabne umetnosti)
- Muzej Giersch (Muzej regionalne umetnosti)
- Museum für Kommunikation (Muzej komunikacij)
- Museum der Weltkulturen (Muzej svetovnih kultur)
- Städel, eden od najbolj znanih umetniških muzejev v Nemčiji
- Bibelhaus Erlebnis muzej

Dva muzeja se nahajata na severnem bregu:
- Jüdisches Museum Frankfurt (Židovski muzej Frankfurt)
- Historisches Museum Frankfurt (Zgodovinski muzej Frankfurt)

In drugi.

### Scenske (uprizoritvene) umetnosti
Nekatera gledališča in druga prizorišča so:
- Frankfurtska opera - vodilna nemška opera in ena najpomembnejših v Evropi.
- Schauspiel Frankfurt – gledališče na Willy-Brandt-Platz v finančnem okrožju
- Sinfonieorchester - eden najboljših simfoničnih orkestrov na svetu
- Festhalle Frankfurt - večnamenska dvorana ob Messeturm. Uporablja se predvsem za koncerte, razstave in športne prireditve in lahko sprejme do 13.500 obiskovalcev.
- Commerzbank-Arena - največji stadion in eden od deset največjih v Nemčiji. Uporablja se predvsem za nogomet in koncerte z zmogljivostjo do 51.500 obiskovalcev. Od začetka leta 1925 je doživel več pomembnih rekonstrukcij. Domačini ga še vedno raje kličejo s tradicionalnim imenom, Waldstadion.
- Alte Oper - Velika koncertna dvorana.
- Jahrhunderthalle - velika koncertna in razstavna dvorana v okrožju Unterliederbach. Včasih jo označuje kot "Jahrhunderthalle Höchst", saj je bila zgrajena v počastitev 100. obletnice kemičnega podjetja Hoechst AG leta 1963.

### Botanični vrtovi
Frankfurt ima dva velika botanična vrtova.
- Palmengarten v okrožju Westend je največji hessenski botanični vrt, ki zajema 22 ha. Za javnost je odprt od leta 1871. Botanični eksponati so organizirani glede na njihov izvor na prostem ali v rastlinjakih, ki gostijo tropske in subtropske rastline, od tod tudi ime.
- Botanični vrt Goethejeve univerze - je tudi arboretum. Vsebuje okoli 5000 vrst, s posebnimi zbirkami Rubus (45 vrst) in avtohtonih rastlin srednje Evrope. Organiziran je v dveh glavnih področjih: geobotanično območje vsebuje alpski vrt, arboretum, travnik, stepo, močvirje in ribnik, kot tudi zbirke rastlin od Kanarskih otokov, Kavkaza, vzhodne Azije, Sredozemlja in Severne Ameriki ter sistematično in ekološko zbirko, ki obsega kulturne rastline, ogrožene vrste, okrasne rastline, vrtnice in Neuer Senckenbergischer Arzneipflanzengarten (vrt zdravilnih rastlin, 1200 m²).

- Vrh Europaturm, 337 m visok komunikacijski stolp
- Städel
- Schirn Kunsthalle
- Naturmuseum Senckenberg
- Festivalna dvorana Frankfurt
- Angleško gledališče
- Palmengarten

## Mednarodne povezave
Frankfurt je pobraten z:
| Lyon, Auvergne-Rhône-Alpes, Francija (od 1960) Birmingham, West Midlands, Anglija, Združeno kraljestvo (1966) Milano, Lombardija, Italija (1970) Guangdžov, Kitajska (1988) Praga, Češka (1990) | Budimpešta, Madžarska (1990) Granada, Nikaragva (1991) Jokohama, Japonska (2011) Eskişehir, Turčija (2012) Philadelphia, Pennsylvania, United States (2015) |

Partnerstva in mestna prijateljstva so šibkejša oblika sodelovanja kot pobratena mesta in delujejo bolj za določen čas, sodelovanje je omejeno na določene projekte. Frankfurt ima partnerstva z naslednjimi mesti:
- Kairo, Egipt (1979)
- Tel Aviv, Izrael (1980)
- Toronto, Ontario, Kanada, (1989)[16]
- Deuil-la-Barre, Val-d'Oise, Île-de-France, France, partner z Nieder-Eschbach, (1967; vključen v Frankfurt leta 1972)
- Krakov, Poljska (1991)[17]
- Leipzig, Saška, Nemčija (1990)
- Dubaj, Združeni arabski emirati (2005)